# 阿左美駅
阿左美駅（あざみえき）は、群馬県みどり市笠懸町阿左美にある、東武鉄道桐生線の駅である。駅番号はTI 54。

## 歴史
桐生線開業時には阿左美駅は設置されていなかった。1935年（昭和10年）ころ、阿左美沼の遊園地化を目論んでいた今井伊太郎が、東武鉄道社長の根津嘉一郎にかけあい駅設置が認められ、1937年（昭和12年）に開業した。1954年（昭和29年）12月にはホーム拡張工事中に縄文時代の住居跡が発見され、発掘調査が実施され県史跡に指定された。昭和40年代になると赤字を理由とした駅の廃止が計画され、当時の所在自治体である笠懸村議会が、1971年（昭和46年）1月および1973年（昭和48年）7月の二度にわたり駅廃止反対の決議を行い陳情をした。
隣接する群馬県道68号桐生伊勢崎線阿左美バイパスの拡幅のため、2020年（令和2年）3月に駅舎・ホームが従来より北側へ移設された。

### 年表
- 1937年（昭和12年）5月5日：開業[5][6]。
- 1954年（昭和29年）12月：ホーム拡張工事中に縄文時代の住居跡が発見される[7]。
- 1955年（昭和30年）3月7日 - 3月9日：住居跡の遺跡調査が行われる。
- 1960年（昭和35年）3月23日：住居跡が群馬県指定史跡となる[7]。
- 2020年（令和2年）3月14日：従来より北に約300メートル離れた新駅舎・ホームの供用を開始[1][8]。これに伴い、営業キロを新桐生駅側に0.2 km移設[1][8]。
- 2021年（令和3年）3月30日：駅前広場が完成[9]。

## 駅構造

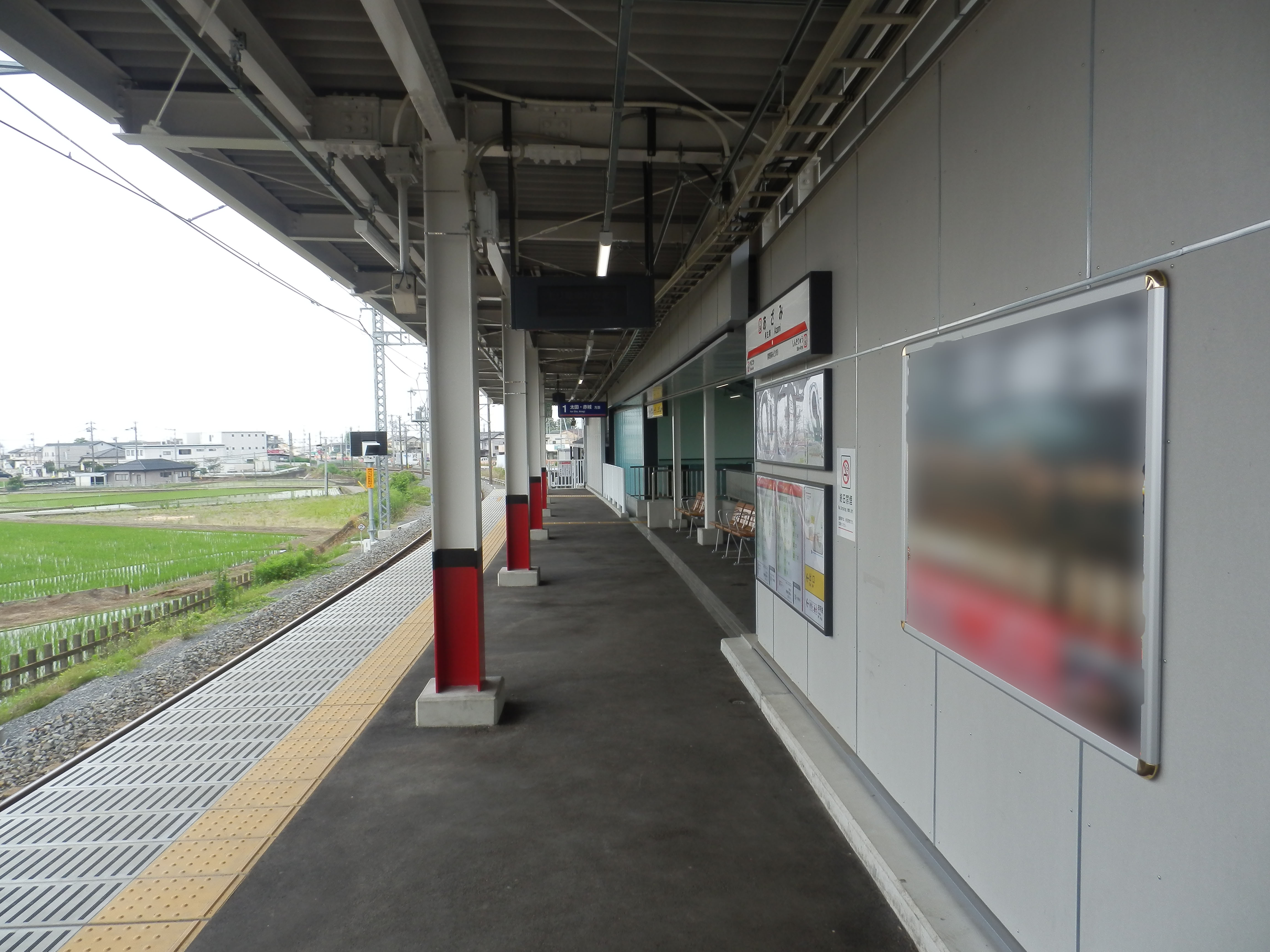
ホーム（2021年6月）

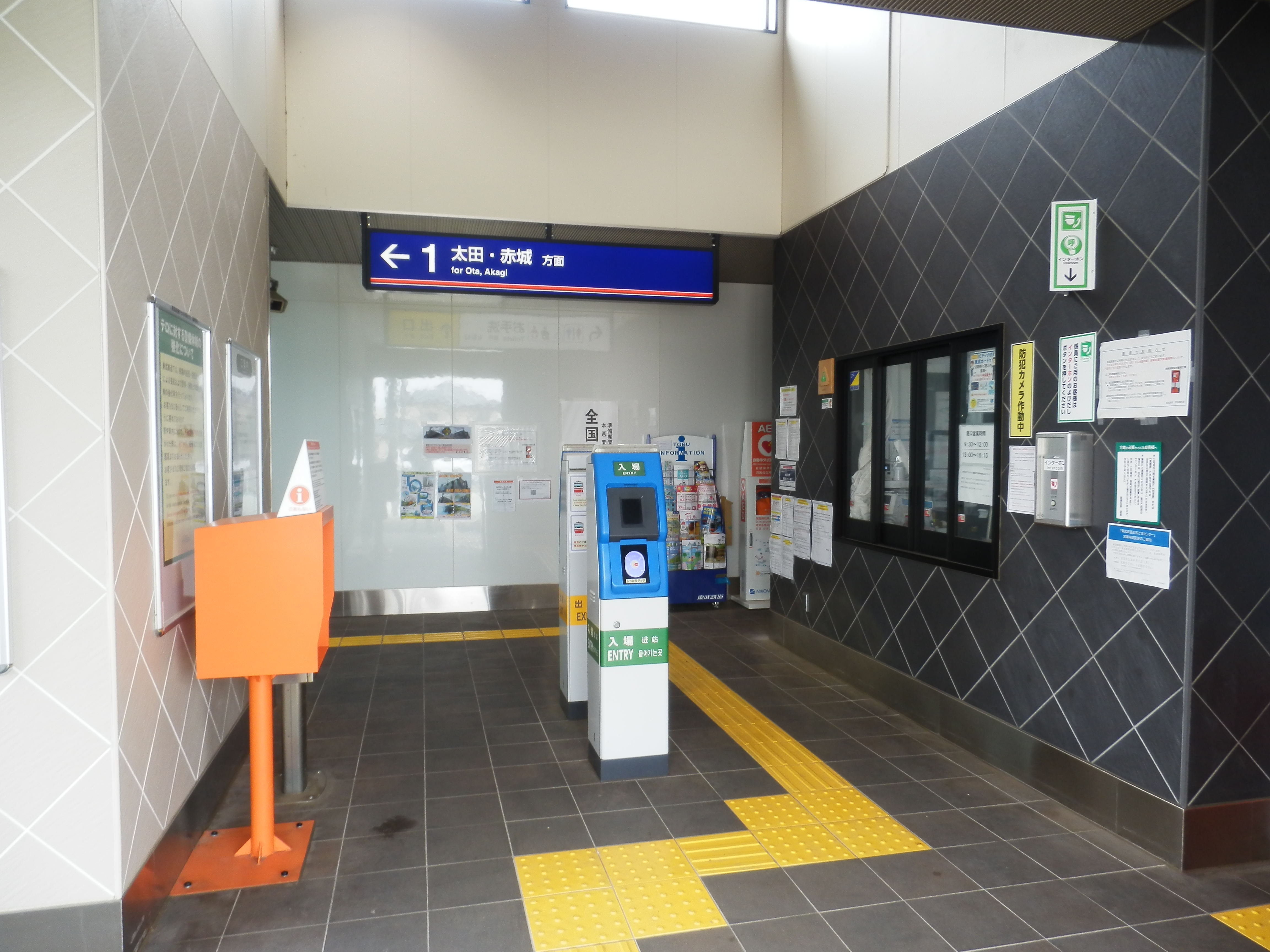
改札（2021年6月）

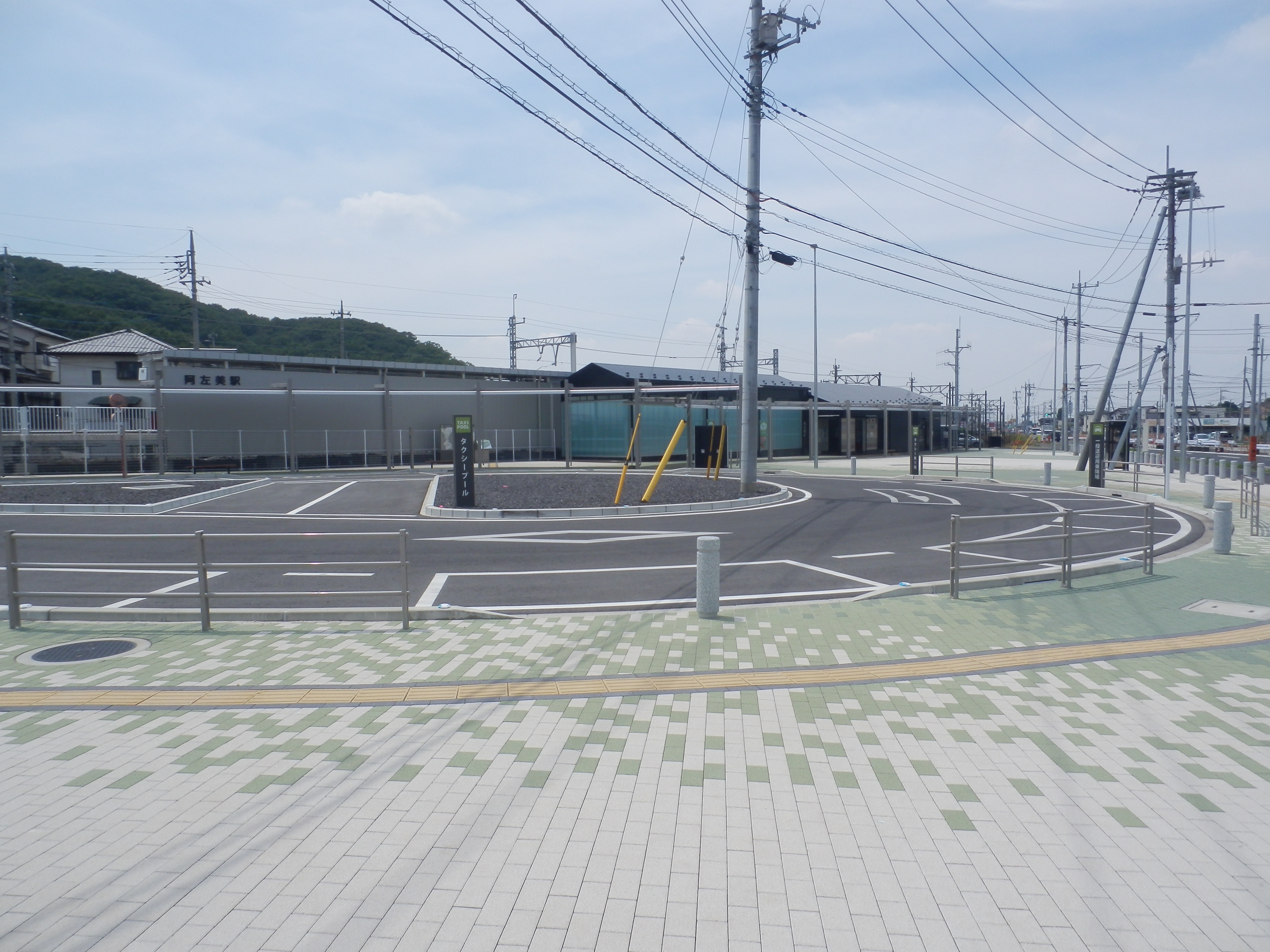
駅前広場（2021年6月）

単式ホーム1面1線を有する地上駅。桐生線で唯一、交換設備を持たない棒線駅となっている。駅舎・ホームは線路の西側にあり、ホームは1面のみだが「1番線」の表記がある。
2020年の駅移転前は、ホーム中ほどに「阿左美縄文式文化住居跡」（群馬県指定史跡）という、2軒の縄文時代の住居跡が存在し、木造の覆屋越しに遺構を眺めることができた。駅移転後も遺跡・覆屋はそのまま残され、県道側から訪問可能である。
| 番線 | 路線   | 方向 | 行先                                                                                   |
| ---- | ------ | ---- | -------------------------------------------------------------------------------------- |
| 1    | 桐生線 | 下り | 新桐生・赤城方面                                                                       |
| 1    | 桐生線 | 上り | 太田・ 伊勢崎線 館林・ 東武スカイツリーライン 北千住・とうきょうスカイツリー・浅草方面 |

## 利用状況
2023年度の1日平均乗降人員は460人である。
近年の一日平均乗降人員の推移は下表のとおりである。
| 年度               | 1日平均 乗降人員 | 出典        |
| ------------------ | ---------------- | ----------- |
| 2004年（平成16年） | 452              | [ 東武 2 ]  |
| 2005年（平成17年） | 453              | [ 東武 3 ]  |
| 2006年（平成18年） | 425              | [ 東武 4 ]  |
| 2007年（平成19年） | 429              | [ 東武 5 ]  |
| 2008年（平成20年） | 467              | [ 東武 6 ]  |
| 2009年（平成21年） | 466              | [ 東武 7 ]  |
| 2010年（平成22年） | 486              | [ 東武 8 ]  |
| 2011年（平成23年） | 524              | [ 東武 9 ]  |
| 2012年（平成24年） | 575              | [ 東武 10 ] |
| 2013年（平成25年） | 583              | [ 東武 11 ] |
| 2014年（平成26年） | 620              | [ 東武 12 ] |
| 2015年（平成27年） | 584              | [ 東武 13 ] |
| 2016年（平成28年） | 606              | [ 東武 14 ] |
| 2017年（平成29年） | 578              | [ 東武 15 ] |
| 2018年（平成30年） | 595              | [ 東武 16 ] |
| 2019年（令和元年） | 573              | [ 東武 17 ] |
| 2020年（令和02年） | 420              | [ 東武 18 ] |
| 2021年（令和03年） | 394              | [ 東武 19 ] |
| 2022年（令和04年） | 455              | [ 東武 20 ] |
| 2023年（令和05年） | 460              | [ 東武 1 ]  |

## 駅周辺
- 阿左美沼
  - 桐生競艇場 - 日本最北の競艇場。
- 群馬県立桐生南高等学校
- 桐生大学
  - 桐生大学短期大学部
- 国道50号（桐生バイパス）
- 群馬県道68号桐生伊勢崎線（桐生県道）
- 東邦病院
- 文真堂書店 阿左美店
- ゲオ阿佐美店
- 南光寺
- みどり市立笠懸東小学校

## 隣の駅
東武鉄道
 桐生線
藪塚駅 (TI 53) - 阿左美駅 (TI 54) - 新桐生駅 (TI 55)